# Xã East Sullivan, Quận Sharp, Arkansas
Xã East Sullivan (tiếng Anh: East Sullivan Township) là một xã thuộc quận Sharp, tiểu bang Arkansas, Hoa Kỳ. Năm 2010, dân số của xã này là 321 người.